# 15544 Hushicheng
15544 Hushicheng è un asteroide della fascia principale. Scoperto nel 2000, presenta un'orbita caratterizzata da un semiasse maggiore pari a 2,918883 UA e da un'eccentricità di 0,058617, inclinata di 1,368081° rispetto all'eclittica. Ha un diametro di 4,035 km.